# Rudolf Rempel (Chemiker)

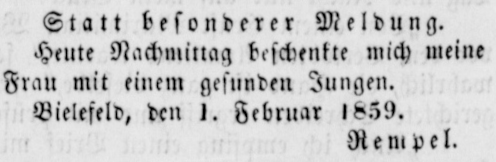
Geburtsanzeige für Rudolf Rempel im Bielefelder Kreisblatt vom 2. Februar 1859

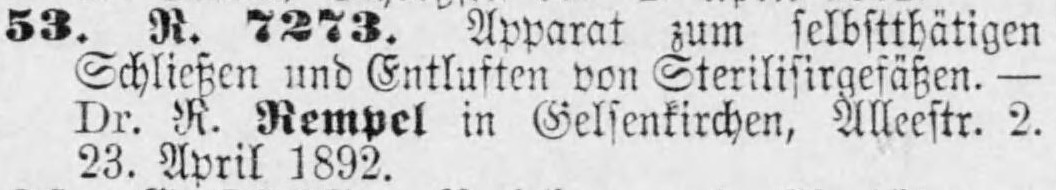
Patenteintrag im Deutschen Reichsanzeiger vom 15. September 1892

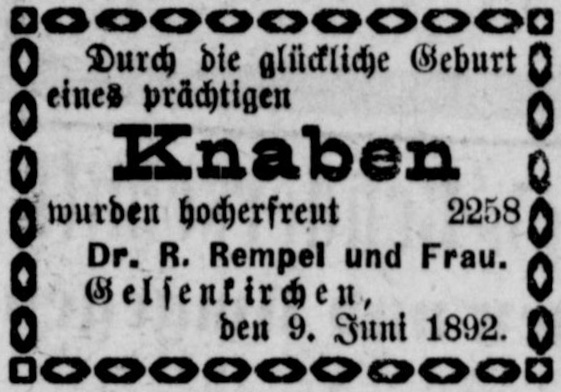
Geburtsanzeige des Ehepaar Rempel in der Emscher Zeitung vom 11. Juni 1892

Rudolf Arnold Rempel (* 1. Februar 1859 in Bielefeld; † 21. Juli 1893 in Gelsenkirchen-Ückendorf) war ein deutscher Chemiker und Erfinder.
Rempel war ein Sohn des Bielefelder Unternehmers Rudolf Rempel. In den 1880er Jahren entwickelte er in Gelsenkirchen als Chemiker Gläser, deren Ränder glatt geschliffen waren und mit Gummiringen und Blechdeckeln verschlossen wurden. Rempel konstruierte auch Apparate, um die Gläser während des Einkochens geschlossen zu halten. Diese Erfindung ließ er sich 23. April 1892 als Apparat zum selbstthätigen Schließen und Entluften von Sterilisirgefäßen patentieren. 
Zu seinen ersten Kunden gehörte Johann Carl Weck, der nach Rempels frühem Tod 1893 das Patent und das Alleinverkaufsrecht an seinen Gläsern und Geräten erwarb, bekannt machte und das dem Verfahren seinen Namen gebende Unternehmen J. Weck & Co., heute J. Weck GmbH & Co. KG gründete.

## Veröffentlichungen
- Derivate der Korksäure, Inaugural-Dissertation; 1883
- Nachweisung mikroskopischer Organismen in Getreide und Futtermitteln
- Ein neuer Extraktionsapparat, insbesondere für experimentelle Untersuchungen
- Die Ursachen der Bildung von schlechtem Rohspiritus bei der ununterbrochenen Destillation; 1885